# 拟陆隙蛛
拟陆隙蛛（学名：Coelotes pseudoterrestris）为暗蛛科隙蛛属的动物。在中国大陆，分布于西藏等地，主要生活于林间石隙以及洞穴。该物种的模式产地在西藏。